# Asterix – Das Kartenspiel
Asterix – Das Kartenspiel, im englischen Original Asterix: The Card Game,  ist ein Kartenspiel des britischen Spieleautors David Parlett. Es erschien 1990 zuerst bei Spear’s Games auf Englisch, im Folgejahr veröffentlichte F.X. Schmid eine deutsche Version. Es handelt sich um ein Spiel für zwei bis fünf Spieler und ist für Kinder und Jugendliche ab acht Jahren konzipiert. Das Spiel greift ein Asterix-Thema auf, die Karten wurden entsprechend mit Figuren der Zeichner der Comic-Serie, René Goscinny und Albert Uderzo, gestaltet. Beim À-la-carte-Kartenspielpreis 1992 wurde das Spiel auf Platz 9 gewählt.

## Hintergrund und Ausstattung
Bei Asterix – Das Kartenspiel werden die Prügeleien, die die Gallier in der Asterix-Serie regelmäßig mit den Römern als Besatzer ihres Landes haben, aufgegriffen. Die Mitspieler versuchen dabei, mit ihren Karten möglichst viele hochrangige Römer oder mehrere gleichrangige Karten zu „verprügeln“ und damit das Spiel zu gewinnen. Das Spielmaterial besteht neben der Spielanleitung aus 55 Gallierkarten, bei denen es sich jeweils um einen Kartensatz mit den Werten 1 bis 10 mit den Charakteren Obelix, Asterix, Majestix, Miraculix und Troubadix sowie fünf Karten mit dem Hund Idefix handelt, sowie fünf Wertungskarten und 50 Römer-Karten, davon 44 mit Werten zwischen 1 und 15 und sechs Piraten.

## Spielweise
Das Spiel kann mit zwei bis fünf Spielern gespielt werden. Zu Beginn sucht sich jeder Mitspieler einen Gallier aus und bekommt den vollständigen Kartensatz dieses Charakters, zudem bekommt jeder Spieler eine Idefix-Karte und eine Wertungskarte. Die Wertungskarten legen die Spieler vor sich ab, die Charakterkarten und die Idefix-Karte nehmen sie auf die verdeckt gehaltene Kartenhand. Die Römerkarten inklusive der Piraten werden gemischt und als verdeckter Stapel auf den Tisch gelegt.
Ein vorher dazu bestimmter Spieler deckt in jeder Runde die oberste Karte des Römerstapels auf und danach wählen die Mitspieler gleichzeitig verdeckt je eine ihrer Charakterkarten aus, die sie für diese Römerkarte einsetzen wollen. Die Karten werden aufgedeckt und der Spieler mit der höchsten Gallierkarte gewinnt den Römer, bei einem Gleichstand gewinnt der Spieler, auf dessen Karte die meisten Zaubertrankfläschchen abgebildet sind. Der Gewinner gibt die Karte ab, die er eingesetzt hat, alle anderen Spieler bekommen ihre eingesetzten Karten zurück auf die Hand. Die gewonnenen Karten werden von den Spielern offen vor sich abgelegt. Wird eine Piratenkarte aufgedeckt, müssen ebenfalls Spieler mitbieten und auch hier gewinnt der Spieler mit dem höchsten Einsatz, diesmal behält er jedoch seine Karte und alle anderen Spieler geben ihre ab.
Statt einer Gallierkarte darf ein Spieler bei einem aufgedeckten Römer, nicht jedoch bei einem Piraten, seinen Idefix spielen und nimmt so nicht an der Auswertung teil; stattdessen erhält er das Recht, die nächste Römerkarte vom Stapel zu nehmen und sie entweder zu behalten oder an einen beliebigen Spieler weiterzugeben. Behält er die Karte und es handelt sich um einen Römer, muss er die Idefix-Karte abgeben und bei einem Piraten behält er sie; gibt er die Karte weiter, muss der andere Spieler sie nehmen – handelt es sich um einen Piraten, gibt er nun seinen Idefix ab, bei einem Römer darf er ihn behalten. Wurden bei einem Gebot mehrere Idefixe eingesetzt, heben sie sich auf und werden wieder auf die Hand genommen.
Sobald ein Spieler keine Karten mehr einsetzen kann, scheidet er aus und nimmt an den Bietaktionen nicht mehr teil. Ist nur noch ein Spieler vorhanden, der Karten hat, legt er diese ab und zieht eine entsprechende Anzahl von Karten vom Römerstapel, die er vor sich ablegt. Sobald alle Spieler alle ihre Karten ausgespielt haben, kommt es zur Wertung. Zuerst werden dabei die Piraten gewertet, die je nach Kartentext einzelnen Römern zur Flucht verhelfen und sie damit aus der Wertung des Spielers nehmen, der die Piraten hat. Die Punkte für die restlichen Römer werden addiert, danach kommen noch Extrapunkte für jeweils 2er- (+ 20 Punkte), 3er- (+ 50 Punkte) und 4er-Paare (+ 100 Punkte) hinzu. Die erspielten Punkte werden notiert und wer nach vier Runden die meisten Punkte hat, gewinnt das Spiel.

## Ausgaben und Rezeption
Asterix – Das Kartenspiel wurde von dem britischen Spieleautor David Parlett entwickelt und erschien 1990 auf Englisch als Asterix – The Card Game bei Spear’s Games. 1991 erschien es auf Deutsch bei F.X. Schmid. Aufbauend auf dem Spiel erschien 2001 Die Gnümies bei amigo mit leicht veränderten Regeln und einem neuen Design.
Das Spiel wurde 1992 in der Version von F.X Schmid auf den neunten Platz des À-la-carte-Kartenspielpreises der Zeitschrift Fairplay gewählt. Der Spielekritiker Harald Schrapers schrieb 1992 zu dem Spiel: „Spiele mit Film- oder Comicvorlagen sind in der Regel der totale Reinfall. Asterix ist eine lobenswerte Ausnahme“. Er bezeichnete es als „recht spaßiges, schnell zu spielendes, einfaches Kartenspiel“ und vergab vier von sechs Punkten. Claudia Schlee und Andreas Keirat von der Spielphase als „kurzweiliges Auktionskartenspiel, welches zwar nicht unbedingt innovative Ideen besitzt, aber schon ab drei Personen flott zu spielen ist.“

## Belege
1. 1 2 3 4 5 6 7 8  
Offizielle Spielregeln für Asterix – Das Kartenspiel, F.X. Schmid 1991
2. ↑  
Versionen von Asterix – Das Kartenspiel in der Datenbank BoardGameGeek; abgerufen am 18. Mai 2024.
3. ↑  Die Gnümies in der Spieledatenbank BoardGameGeek (englisch); abgerufen am 18. Mai 2024.
4. ↑  
Harald Schrapers: Asterix – Das Kartenspiel, Rezension auf dem Blog Games We Play; abgerufen am 18. Mai 2024.
5. ↑  
Claudia Schlee, Andreas Keirat: Asterix – Das Kartenspiel, Rezension auf spielphase.de; abgerufen am 18. Mai 2024.